# Valenciano salat de Tárbena y Vall de Gallinera
El valenciano es la lengua nativa y predominante en los municipios de Tárbena y de Vall de Gallinera, en la modalidad subdialectal salat, aunque también tiene rasgos del valenciano meridional, el cual comparte con el resto de las Comarcas Centrales de la Comunidad Valenciana, como por ejemplo la Hoya de Alcoy, la Safor, la Marina Baja, y también con el resto de localidades de la Marina Alta. Aun así, desarrolla algunos rasgos propios gracias al contacto con el mallorquín a raíz de la repoblación de pueblos abandonados por los moriscos cuando se los obligó abandonar el país durante el episodio de la expulsión de los moriscos y, en parte, gracias a la emigración a Argelia y a Francia en los siglos XIX y XX. También, como toda comarca aislada de las grandes ciudades, por la disgregación natural que caracteriza las lenguas que hasta hace poco no disponían de medios de comunicación masivos.

## Rasgos propios
Algunos rasgos del valenciano alicantino se presentan ocasionalmente, como la pérdida de la "d" intervocálica (por ej.*caïra [cadira]) y léxico como *astò [açò] y *àuia [aigua]. Como todo el valenciano meridional, el pronombre personal vos u us se convierte en se en el presente perfecto -*se n'aneu? [Us en aneu?]- y la primera persona singular del presente perfecto del verbo auxiliar haver no existe, más bien se emplea siempre la tercera persona del singular -*Ha dit [He dit]-. Igualmente, se prefiere el pasado compuesto al pasado simple: vaig anar y nunca aní como se dice en Valencia y en Elche (y cercanía); aun así, pocos verbos mantienen la tercera persona siempre en simple, sobre todo degué de (pasado de deure); y de acuerdo con la costumbre mencionada de usar la tercera persona en vez de la primera en los tiempos del pasado, puede ocurrir frases como *degué ser jo.

## Influencia del mallorquín
En el interior de la comarca, los pueblos de histórica repoblación mallorquina conservan rasgos léxicos y fonéticos de este dialecto, además de un rasgo específico fruto de la mezcla de dialectos: En pueblos como Gata de Gorgos, en algunos casos las fonemas /s/ y /ʃ/ pasan a ser /tʃ/ (tx) como en las palabras *txitxanta [seixanta] o *aitxò [això]. También hay que destacar un rasgo parecido entre muchos hablantes baleares, que refuerzan la [s] con una [t] incipiente, como por ejemplo en el número *tsis [sis].
El salat se ha perdido casi totalmente y se conserva solo en la vecina población de Tárbena (Marina Baja); en la comarca propiamente hablando, solo aparece en la frase tautológica sa mare d'ella [sa mare] y en algunos topónimos locales, como la sierra de ses Cordelleres (Benichembla). 
Hay otros rasgos locales que se pueden relacionar con la influencia externa, bien por la histórica inmigración mallorquina, o bien por contacto continuo con los pescadores ibicencos. En Denia y Jávea se dice aquí donde los otros pueblos prefieren el estándar valenciano ací. Por otro lado, las vocales abiertas abundan, incluso inclinándose a un cierre extremo /e/>/a/ y /ɔ/>/au/ y en casos donde el uso valenciano o general es cerrado: a Verger [el Verger], ham astat [hem estat], *aubert [obert], *anjorn [enjorn]. Y en algún caso, se usa una [o] cerrada más habitual en la Cataluña Central (por ej. *Undara [Ondara]).

## Divergencias de la normativa
Los pronombres débiles, y en especial en y ho, han pervivido en muchos casos, pero como es el caso de todas las comarcas vecinas, su uso ha dejado de ser sistemático y más bien se ha fosilizado, como demuestra usos pleonásticos como *n'hi ha dos homes, *s'enrecorda d'ell. El uso del pronombre hi más allá del fragmento n'hi ha es anecdótico. Otra cosa que ocurre en todo el dominio lingüístico pero que es especialmente evidente en la Marina es la vacilación entre los prefijos a, en y se en muchos verbos, como por ejemplo *asronsar/enronsar/esronsar [arronsar]. Además, esta a aparece en un amplio abanico de expresiones, como un tipo de muleta idiomática, como por ejemplo: *a n'hi ha dos o *a t'ho dic: mientras en el segundo ejemplo parece provenir de ja o ara, en el primero no tiene ninguna función adverbial. También sufren prefijos algunos adverbios, como *endespués [després]. Otras expresiones endémicas en la comarca -y a la vez muy vivas- son el resultado de mutaciones radicales: *encamant o *encabant [en acabant], *no s'hi vàlid [no s'hi val].

## Léxico propio y préstamos
El valenciano de la Marina Alta también posee un rico léxico propio, típico de una comarca históricamente aislada de las ciudades y con una población estática: fesols de careta, cadufo [andrómina, cosa], andragó, bollet [pastel], espencat [escalivada], mullador [salsa], casup [barraca], riurau [construcción de arcos], naia [porche], bancal [terreno], marge [muro] o giró. Algunas palabras demuestran la influencia de la emigración histórica a la colonia francesa de Argelia: carrota [FR carotte, zanahoria/zanahoria, una forma también emprada en Sóller], betrava, secatons [tijeras de podar], ferma [cf. FR ferme, granja], xicolate [chocolate], retrera [FR retraite, la pensión de los jubilados], valable [válido] o velloseta.

## Situación lingüística en la actualidad
Desde finales del siglo XX, hay crecientes comunidades de castellanoparlantes, anglófonos, germanófonos y francófonos residentes en la comarca gracias, sobre todo, al turismo residencial. En toda la comarca, el castellano es la lengua preferente para los europeos y magrebíes recién llegados y, en consecuencia, el índice de conocimiento del valenciano ha decaído en los últimos quince años. Aun así, el conocimiento del castellano ha sufrido el mismo efecto reductor en menor grado gracias a la creación de empresas, periódicos, radios y clubes sociales dedicados exclusivamente a las comunidades del norte de Europa.